# Calathea brasiliensis
Calathea brasiliensis é uma espécie de planta da família Marantaceae, nativa do Brasil, descrita no ano de 1862.

## Taxonomia

### Descrição
A Calathea brasiliensis é uma planta descrita pela primeira vez no ano de 1862, pelo pesquisador alemão Friedrich August Körnicke e publicado na revista científica russa Bulletin de la Société Impériale des Naturalistes de Moscou.
No ano de 2005, a espécie foi adicionada na lista de espécies ameaçadas de extinção no estado do Espírito Santo, sendo classifica como espécie 'vulnerável'.

### Sinonímia
- Phyllodes brasiliensis (Körn) Kuntze.[6][7]